# Marooned
Marooned — пісня гурту Pink Floyd з альбому 1994 року The Division Bell. Єдина пісня гурту, яка отримала премію Греммі в номінації «Найкраще інструментальне рок-виконання».

## Написання пісні та запис
Частина пісні була записана Річардом Райтом і Девідом Гілмором. У ній є звуки, що описують атмосферу острову, наприклад, звуки чайок та хвиль, які розбиваються об берег. Була написана під час перебування в студії звукозапису Асторія в 1993 році. Гілмор виконав обробку звуків гітари за допомогою педалі ефектів DigiTech Whammy аби змістити ноти на цілі октави (Pitch shifting). На фоні можна почути гітарні ефекти Гілмора, які дещо нагадують пісню "Echoes". Партія Річарта Райта (рояль) була записана на Olympic Studios у Лондоні. Спочатку була зіграна й записана в американській компанії Kurzweil Music Systems.
Девід Гілмор згадував, що "більшою мірою", уся пісня зімпровізована та що "він, можливо, зробив три або чотири паси та взяв із кожного лише все найкраще".

## Критика
Stereogum вважає, що інструментал пісні "виділяється перш за все тим, що схожий на релізи пісень середини 70-х років. Пісня походить від знайомих самотніх мелодичних гітарних описів Гілмора, які пронизують фірмовий настрій, основи барабанної роботи Мейсона та неоціненних клавішних відхилень Райта". У тематичному блозі американського журнала New York — Vulture було зазначено, що "відчуття покинутості — саме так ви почуватимете себе після прослуховування цього блідого соло тривалістю п'ять хвилин і тридцять секунд".
Пісня отримав премію Греммі за «Найкраще інструментальне рок-виконання» на 37-й церемонії в 1995 році.

## Виконання пісні та інші релізи
Пісня виконувалася наживо лише три рази: у європейському турі в Осло в 1994 році, на благодійному концерті "The Strat Pack" та на 50-річчі, присвяченому випуску гітари Fender Stratocaster, де Гілмор виконав "#0001" Stratocaster.
Уривок із пісні відображений в альбомі гурту Echoes: The Best of Pink Floyd.
У 2014 році, на 20-річчя релізу альбому The Division Bell, було знято відео, яке опублікували на офіційному сайті гурту та додали до ювілейного музичного альбому. Режисером відео був Обрі Пауел, один із засновників дизайнерської студії Hipgnosis. Зйомка проходила в Прип'яті на початку квітня 2014 року та на Міжнародній космічній станції.

## Учасники запису
- Девід Гілмор — гітара, вокал
- Річард Райт — клавішні
- Нік Мейсон — ударні

та:
- Джон Карін — програмування
- Гай Пратт — бас